# Björktjärnen (Säfsnäs socken, Dalarna)
Björktjärnen är en sjö i Ludvika kommun i Dalarna och ingår i Göta älvs huvudavrinningsområde.